# Хайних (национальный парк)
Национальный парк Хайних был основан 31 декабря 1997 года. Это тринадцатый национальный парк Германии и единственный в Тюрингии. Одной из самых важных целей парка является охрана местного букового леса. С 25 июня 2011 входит в список Всемирного наследия ЮНЕСКО в составе объекта Девственные буковые леса Карпат и старые буковые леса Германии.

## География
Большой парк площадью 76,1 км² находится на западе федеральной земли к востоку от реки Верра между природным парком Эйхсфельд-Хайних-Верраталь на севере, который частично окружает его, и несколько удалённым северо-западным краем Тюрингенского Леса на юге. Он расположен в треугольнике городов Мюльхаузен, Айзенах и Бад-Лангензальца на юге Хайниха, самой большой территории лиственного леса Германии, площадью примерно 160 км².

## Флора и фауна
Хайних располагает широким спектром лесных биотопов, в которых наряду с лесным буком можно встретить и другие виды лиственных деревьев, такие как ясень, клён, липа и редкая рябина глоговина. Кроме того здесь встречаются грибы и большие насаждения первоцветов, таких как белоцветник весенний, печёночница благородная и ветреница дубравная.
Фауна Хайниха представлена лесной кошкой, 14 видами летучей мыши, чёрным аистом, 7 видами дятла и населяющими древесину жуками.